# Cocytius
Cocytius is een geslacht van vlinders uit de familie pijlstaarten (Sphingidae).

## Soorten
- Cocytius antaeus (Drury, 1773)
- Cocytius beelzebuth (Boisduval, 1875)
- Cocytius duponchel (Poey, 1832)
- Cocytius lucifer Rothschild & Jordan, 1903
- Cocytius macasensis Clark, 1922
- Cocytius magnificus (Boisduval, 1875)
- Cocytius misionum Köhler, 1924
- Cocytius mortuorum Rothschild & Jordan, 1910
- Cocytius vitrinus Rothschild & Jordan, 1910

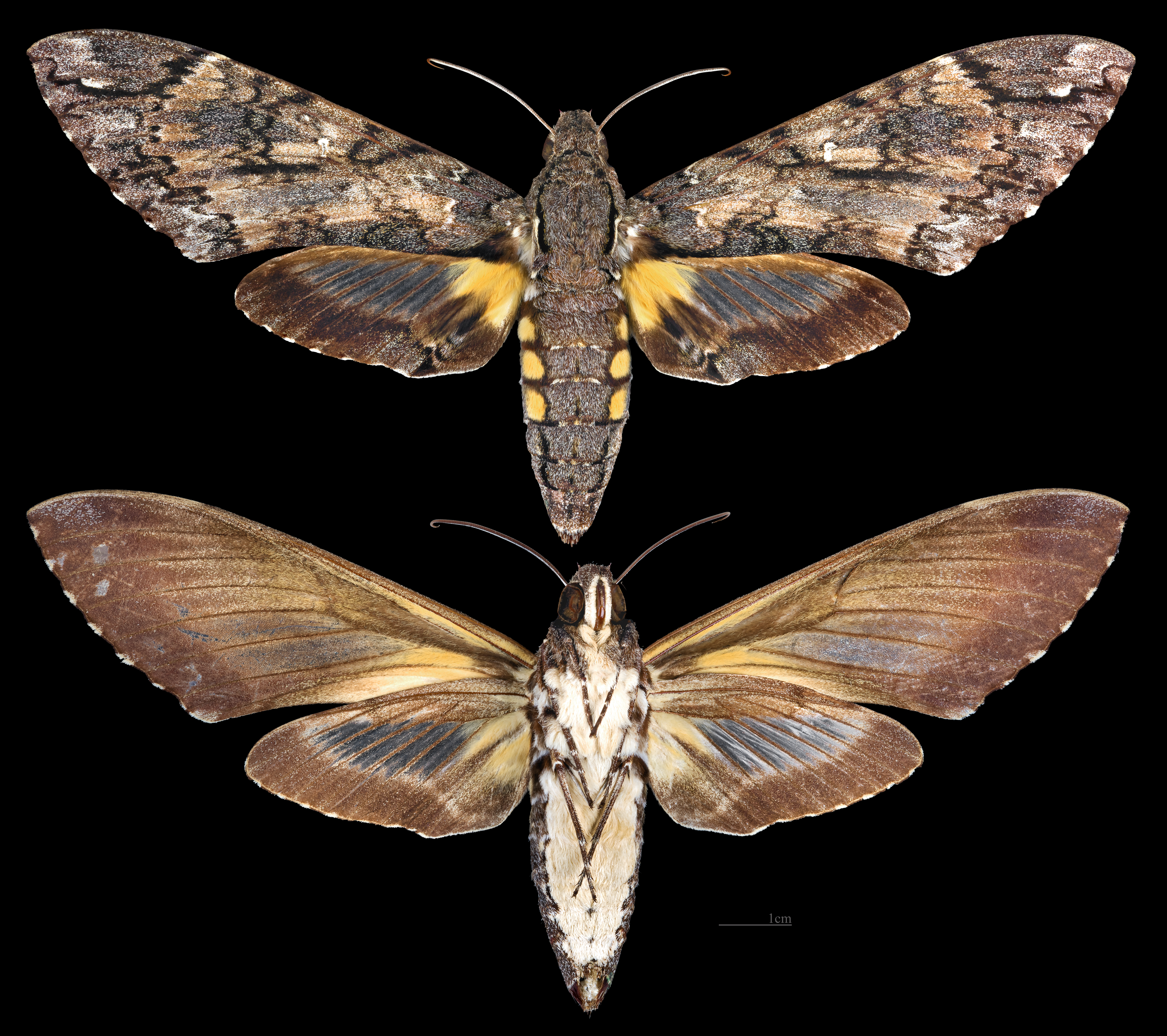
Cocytius antaeus
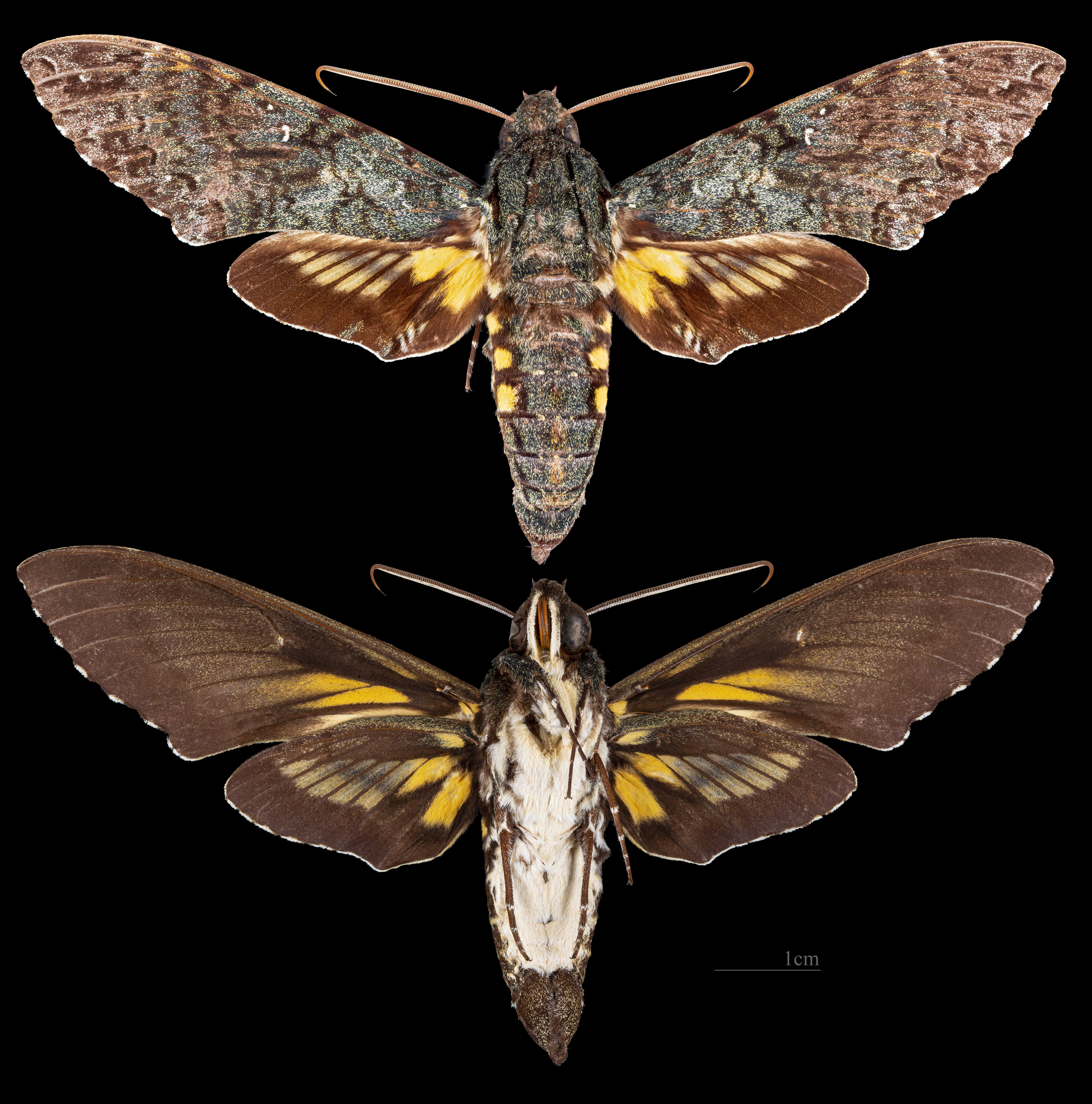
Cocytius duponchel